# Остин (футбольный клуб)
«О́стин» (англ. Austin FC) — американский профессиональный футбольный клуб из города Остин, штата Техас. С 2021 года выступает в MLS, высшей футбольной лиге США и Канады.

## История
В октябре 2017 года оператор «Коламбус Крю» Precourt Sports Ventures объявил о намерении перевести клуб в Остин, если в Колумбусе не будет построен новый стадион в даунтауне.
22 августа 2018 года Precourt Sports Ventures представил название — ФК «Остин» — и эмблему потенциального клуба MLS в Остине.
В октябре 2018 года инвестиционная группа из Огайо, в которую вошли Джимми и Ди Хасламы, владельцы команды Национальной футбольной лиги «Кливленд Браунс», и врач и бизнесмен из Колумбуса Пит Эдвардс-младший, объявила о намерении приобрести «Коламбус Крю», чтобы воспрепятствовать переезду клуба. Правление MLS заявило, что в случае если передача операционных прав «Коламбус Крю» состоится, то «Остин» будет создан в качестве нового клуба под управлением Precourt Sports Ventures, который начнёт выступление не позднее 2021 года.
19 декабря 2018 года Precourt Sports Ventures и город Остин достигли соглашения о финансировании строительства нового футбольного стадиона, который планируется открыть в начале 2021 года. 28 декабря 2018 года было достигнуто принципиальное соглашение о передаче операционных прав «Коламбус Крю» семьям Хаслам и Эдвардс в январе 2019 года.
15 января 2019 года «Остин» был официально объявлен клубом MLS, начинающим выступление с 2021 года.
23 июля 2019 года «Остин» объявил, что Джош Волфф станет первым главным тренером клуба. 21 ноября 2019 года должность спортивного директора занял бывший капитан сборной США Клаудио Рейна.

## Текущий состав
| №  |                | Поз. | Имя               | Год рождения |
| -- | -------------- | ---- | ----------------- | ------------ |
| 1  | Флаг США       | Вр   | Брэд Стувер       | 1991         |
| 3  | Флаг Египта    | Защ  | Амро Тарек        | 1992         |
| 4  | Флаг США       | Защ  | Кипп Келлер       | 2000         |
| 5  | Флаг Колумбии  | ПЗ   | Йохан Валенсия    | 1996         |
| 6  | Флаг Венесуэлы | ПЗ   | Даниель Перейра   | 2000         |
| 8  | Флаг Финляндии | ПЗ   | Александер Ринг   | 1991         |
| 9  | Флаг США       | Нап  | Гьяси Зардес      | 1991         |
| 10 | Флаг Аргентины | ПЗ   | Себастьян Дриусси | 1996         |
| 11 | Флаг Парагвая  | Нап  | Родней Редес      | 2000         |
| 12 | Флаг США       | Вр   | Дамиан Лас        | 2002         |
| 13 | Флаг США       | ПЗ   | Итан Финлэй       | 1990         |
| 14 | Флаг Уругвая   | ПЗ   | Диего Фагундес    | 1995         |
| 15 | Флаг Финляндии | Защ  | Лео Вяйсянен      | 1997         |
| 16 | Флаг США       | ПЗ   | Эктор Хименес     | 1988         |

| №  |                 | Поз. | Имя                                              | Год рождения |
| -- | --------------- | ---- | ------------------------------------------------ | ------------ |
| 17 | Флаг Ирландии   | Защ  | Джон Галлахер                                    | 1996         |
| 18 | Флаг Коста-Рики | Защ  | Хулио Касканте                                   | 1993         |
| 19 | Флаг США        | Нап  | Си Джей Фодри                                    | 2004         |
| 20 | Флаг США        | Вр   | Мэтт Берсано                                     | 1992         |
| 21 | Флаг Швеции     | Защ  | Адам Лундквист                                   | 1994         |
| 22 | Флаг Франции    | ПЗ   | Софьян Джеффаль                                  | 1999         |
| 23 | Флаг Словении   | Защ  | Жан Колманич                                     | 2000         |
| 24 | Флаг США        | Защ  | Ник Лима                                         | 1994         |
| 26 | Флаг США        | Защ  | Чарли Асенсио                                    | 200          |
| 28 | Флаг США        | Нап  | Альфонсо Окампо-Чавес                            | 2002         |
| 29 | Флаг США        | Нап  | Уилл Брюин                                       | 1989         |
| 33 | Флаг США        | ПЗ   | Оуэн Волфф                                       | 2004         |
| 37 | Флаг Аргентины  | Нап  | Максимильяно Уррути                              | 1991         |
|    | Флаг Сербии     | Защ  | Александар Радованович (в аренде из «Кортрейка») | 1993         |

### Игроки в аренде
| \| № \| \| Поз. \| Имя \| Год рождения \| \| - \| \| ---- \| ---------------------------------------------- \| ------------ \| \| \| \| Защ \| Джохан Романья (в аренде в «Олимпии Асунсьон») \| 1998 \| \| \| \| Нап \| Мусса Джитте (в аренде в «Аяччо») \| 1999 \| |               |      |                                                |              |
| № |               | Поз. | Имя                                            | Год рождения |
| | Флаг Колумбии | Защ  | Джохан Романья (в аренде в «Олимпии Асунсьон») | 1998         |
| | Флаг Сенегала | Нап  | Мусса Джитте (в аренде в «Аяччо»)              | 1999         |

## Символика

### Эмблема и цвета
Светло-зелёный цвет в эмблеме клуба символизируют яркость и творческую энергию Остина, переплетённые дубы — связь между клубом и городом, одиннадцать листьев — игроков, четыре корня — части Остина как мощную основу клуба.

### Форма

#### Домашняя
| 2021—2023 | 2023—2025 | 2025—н. в. |

#### Гостевая
| 2021—2022 | 2022—2024 | 2024—н. в. |

Источники:,

### Экипировка
| Период     | Производитель | Период     | Титульный спонсор | Период     | Рукавный спонсор |
| ---------- | ------------- | ---------- | ----------------- | ---------- | ---------------- |
| 2021—н. в. | Adidas        | 2021—н. в. | Yeti              | 2021—2025  | Netspend         |
| 2021—н. в. | Adidas        | 2021—н. в. | Yeti              | 2023—н. в. | Apple TV+        |
| 2021—н. в. | Adidas        | 2021—н. в. | Yeti              | 2025—н. в. | Siete Foods      |

## Стадион
Стадион клуба рассчитан на 20 738 мест. Строительство стадиона началось в сентябре 2019 года и продлилось около 18 месяцев. Стадион принадлежит городу Остин и строился за счёт частных средств Two Oak Ventures, стоимость строительства — около $240 млн. Пока строительные работы заканчивались, и стадион готовился к открытию, «Остин» провёл первые 8 матчей сезона 2021 на выезде.
Первый домашний матч на новом стадионе клуб провёл 19 июня 2021 года против «Сан-Хосе Эртквейкс». Матч закончился со счётом 0-0 и прошёл при полных трибунах.

## Владельцы и менеджмент
Футбольный клуб «Остин» принадлежит Two Oak Ventures, ранее известной как Precourt Sports Ventures, которой руководит генеральный директор Энтони Прекурт. Другими инвестиционными партнёрами в Two Oak Ventures являются: актёр Мэттью Макконахи, местный предприниматель Эдуардо Маргайн, руководитель Dell Мариус Хаас и предприниматель в сфере энергетики Брайан Шеффилд.

## Тренеры
- Джош Волфф (23 июля 2021 — 6 октября 2024)
- Дейви Арно (6 октября 2024 — 20 ноября 2024, и. о.)
- Нико Эстевес[англ.] (20 ноября 2024 — н. в.)